# Judith Butler
Judith Butler (Cleveland, 24 de febrer del 1956) és una persona no-binària estatunidenca que forma part del professorat del departament de Retòrica i Literatura Comparada de la Universitat de Califòrnia a Berkeley. La seva presència en l'espai públic ha inclòs una implicació intel·lectual i política en el conflicte Israel-Palestina, la Guerra de l'Iraq o el moviment Occupy Wall Street, i també s'ha pronunciat sobre la qüestió catalana.
Butler ha contribuït àmpliament al pensament filosòfic i feminista. Una de les aportacions més destacades és la teoria sobre la performativitat del sexe i la sexualitat. El constructivisme social tracta de la construcció del gènere, o cosa que és el mateix, que els rols de gènere són fets socials i no determinacions naturals, i de la violència i l'angoixa que pateixen els cossos que no encaixen dins la norma. Tanmateix, Butler sobrepassa el gènere i afirma que el sexe i la sexualitat, lluny de ser quelcom natural, són, com el gènere, quelcom construït.
Butler arriba a aquesta conclusió basant-se en les teories de Sigmund Freud, Simone de Beauvoir, Monique Wittig i Jacques Lacan. D'aquest darrer, obté el concepte de les posicions sexuals que suposen un trauma ocupar-les. Davant de la por a ocupar alguna d'aquestes, l'individu es col·loca en una heterosexualitat fal·locèntrica, és a dir, una heterosexualitat regida per la normativa de l'imperialisme heterosexual masculí en què assumir la sexualitat heterosexual implica assumir un sexe determinat.
A més de Freud i Lacan, Butler té influències de Michel Foucault i Jacques Derrida. De Foucault, n'extreu el concepte de poder sense subjecte, que es concreta en el poder que té el discurs o el llenguatge per a crear. Però aquest discurs és un discurs sense subjecte, en què l'individu no té paraules pròpies, sinó que és el discurs mateix el que vehicula els valors i les normes socials en aquest cas, de l'imperialisme heterosexual. De Derrida, n'assumeix el concepte de desconstrucció que Butler expressa com a resignificació del discurs, és a dir, el fet de resignificar les paraules. Un exemple d'aquesta resignificació és la paraula queer, que passa de ser un insult a considerar-se l'expressió d'un moviment d'alliberament i dignitat homosexual.
L'any 2022, va rebre a Barcelona el 33è Premi Internacional Catalunya, atorgat pel «seu compromís cívic i polític per combatre tots els tipus de violències que condicionen la vida sobretot de determinats col·lectius», en un acte de reivindicació de la seva obra filosòfica revolucionària i transformadora, i afirmant que «totes les nostres vides haurien de ser reconegudes i tractades amb dignitat» a fi d'impulsar una nova classe de solidaritat en el marc de la societat postpandèmica per a frenar l'auge de l'extrema dreta a tot el món.

## Biografia
Judith Butler va néixer el 24 de febrer de 1956 a Cleveland, Ohio, en una família d'ascendència jueva-hongaresa i jueva-russa. La major part de la família de la seva àvia materna va morir en l'Holocaust. D'adolescent, va assistir tant a l'escola hebrea com a classes especials d'ètica jueva, on va rebre el seu «primer entrenament en filosofia». Butler afirmà en una entrevista el 2010 amb Haaretz que va començar les classes d'ètica a l'edat de 14 anys i que van ser pensades com una mena de càstig pel rabí de la seva escola hebrea perquè era «massa parladora a classe». Butler estava «emocionada» per la idea d'aquestes tutories, i quan li van preguntar què volia estudiar en aquestes lliçons especials va respondre amb tres qüestions que aleshores la preocupaven: «Per què Baruch Spinoza va ser excomunicat de la sinagoga?, podien demanar-se responsabilitats a l'idealisme alemany pel nazisme?; i com calia entendre la teologia existencialista, inclosa l'obra de Martin Buber?»
Butler assistí al Bennington College abans de traslladar-se a la Universitat Yale, on estudià filosofia i rebé el seu grau de Bachelor of Arts l'any 1978 i el seu doctorat en Filosofia el 1984. Va passar un any acadèmic a la Universitat de Heidelberg amb una beca pel programa Fulbright. Ensenyà a la Universitat Wesleyana, la Universitat George Washington i la Universitat Johns Hopkins, abans de començar treballar a la Universitat de Califòrnia a Berkeley el 1993. El 2002 obtingué la Càtedra Spinoza de Filosofia en la Universitat d'Amsterdam. A més, va treballar al departament d'Anglès i Literatura Comparada de la Universitat de Colúmbia com a docent visitant Wun Tsun Tam Mellon d'humanitats durant els semestres de primavera dels anys 2012, 2013 i 2014, amb l'opció de romandre-hi a temps complet.
Butler també treballa en les comissions editorials i els consells consultius de diverses publicacions acadèmiques, com JAC: A Journal of Rethoric, Culture, and Politics i Signs: Journal of Women in Culture and Society.

## Obres principals

### Performative Acts and Gender Constitution(1988)
En aquest assaig, Judith Butler proposa la seva teoria de la performativitat de gènere, que serà represa el 1990 en el treball Problemes de gènere. Comença basant la seva teoria de la performativitat de gènere en un punt de vista fenomenològic feminista. Suggereix que tant la fenomenologia com el feminisme basen les seves teories en «l'experiència viscuda». Més endavant, en comparar el fenomenologista Maurice Merleau-Ponty i la feminista Simone de Beauvoir, Butler argüeix que ambdues teories interpreten el cos sexuat com una idea històrica o una situació històrica, així accepta aquesta noció de la «distinció de sexe com un fet biològic, i el gènere com la interpretació cultural o significació d'aquest fet». Aquesta combinació de teories és essencial per a establir el punt de vista de Butler sobre la «teatralització» o els gèneres performats en la societat.
Butler argumenta que és més vàlid percebre el gènere com una performance en què un agent individual actua. L'element performatiu de la seva teoria proposa una audiència social. Per a Butler, la «inscripció» de la performació de gènere es transmet sense esforç de generació en generació en forma de «significats» socialment establerts i refereix que «el gènere no és una elecció radical... [tampoc] és imposat o inscrit sobre l'individual». Atesa la naturalesa social dels éssers humans, la major part de les accions són observades per altres persones, reproduïdes i interioritzades, i tot això té lloc en una performativa o qualitat teatral. Normalment, les accions apropiades per a homes i dones han estat transmeses per produir una atmosfera social que manté com legítim un binarisme de gènere interpretable com natural. Consistent amb la seva acceptació del cos com una idea històrica, l'autora suggereix que el nostre concepte de gènere s'ha vist com natural o innat perquè el cos «esdevé el seu gènere per una sèrie d'actes que són renovats, revisats i consolidats en el temps».
Butler argumenta que l'exercici del gènere en ell mateix crea el gènere. Addicionalment, compara la performativitat del gènere amb la performativitat en el teatre. Per això, aporta diverses similituds, incloent-hi la idea que cada individu funciona com un actor del seu gènere. Més enllà, l'autora també porta a la llum una diferència crítica entre la performació del gènere en la realitat i l'execució teatral. Exposa com el teatre és molt menys agressiu i no produeix la mateixa por que les execucions del gènere, atès que sovint hi ha una clara distinció entre la realitat i el teatre.
Butler manlleva de Sigmund Freud la noció de com la identitat de l'individu es modela en termes de normalitat. Revisa com és d'aplicable el concepte de Freud per al lesbianisme: Freud afirmava que les lesbianes modelaven la seva conducta a la dels homes, que percebien com a normal o ideal. Per contra, Butler defensa que tot el gènere funciona d'aquesta manera, representant una noció de normes de gènere interioritzada.

### Gender Trouble: Feminism and the Subversion of Identity(1990)
Problemes de gènere es va publicar inicialment el 1990 i se n'han venut més de 100.000 còpies al món en diferents idiomes. El llibre tracta sobre la coneguda teoria queer i forma part dels principals referents en relació amb els estudis de gènere com es coneixen avui. També constitueix una crítica a la idea essencialista que les identitats de gènere són immutables, i troba el seu origen en la naturalesa, el cos, o una heterosexualitat normativa i obligatòria. Butler explica que la seva intenció era criticar un suposat heterosexual dominant a la teoria literària feminista i rebatre els plantejaments que definien uns límits i la correcció del gènere, alhora que limitaven el seu significat a les concepcions generalment acceptades de masculinitat i feminitat. El seu objectiu era obrir les possibilitats per al gènere sense precisar quins tipus de possibilitats s'havien de realitzar, descobrir les maneres en què el fet mateix de plantejar-se el què és possible en la vida respecte del gènere queda relegat per certes pressuposicions habituals i violentes.
Alguns dels temes que tracta en el llibre són els subjectes de sexe, gènere, desig, la dona com a subjecte del feminisme, identitat, sexe i metafísica de la substància, llenguatge, poder i producció de la matriu heterosexual.
Butler sosté que el gènere es constitueix culturalment i no és possible separar-lo de les interseccions polítiques i culturals en què es produeix, per consegüent, el gènere no és el resultat del sexe ni tendeix a ser tan fix. Així, doncs, considerant el gènere com quelcom independent del sexe, no es pot afirmar que el gènere sigui el producte d'un únic sexe. Per aquesta raó, home i masculí i dona i femení poden significar tant en un cos de dona com en un d'home.

### Precarious Life: The Powers of Mourning and Violence(2004)
Escrit arran dels atemptats de l'11 de setembre de 2001, aquest llibre s'emmarca en una reflexió al voltant de l'ètica de la no-violència. Davant la reactivació de la dinàmica bèl·lica i imperialista amb l'ocupació d'Iraq, Butler pretén fer de la vulnerabilitat de la condició humana no un element a esborrar per mitjà de la guerra sinó el punt de partida per pensar la política. Sota aquest marc de reflexió, és d'especial rellevància la figura del dol. Aquest, com a sentiment experimentat vers l'«altre», és manifestació tant de la importància de la persona que hom ha perdut com de la interdependència que constitueix l'existència humana. En aquests dos eixos que s'entrellacen, a saber, el reconeixement del valor de la vida humana a partir de la seua fragilitat i l'acceptació d'una sociabilitat primària, es juguen importants reflexions que van des de la detenció indefinida a la presó militar de Guantánamo fins a la deshumanització de l'enemic en conflictes bèl·lics passant pels estralls de l'ocupació israeliana dels Territoris Palestins.

### Undoing Gender(2004)
Undoing Gender va ser publicat l'any 2004. Influït per les new gender politics, les quals contribueix a promoure, intenta pensar l'existència dels individus transgènere, transsexuals i intersexuals, així com la seva relació amb la teoria feminista i la teoria queer. Reflexiona sobre el gènere i la sexualitat, parant atenció a debats contemporanis sobre noves formes de parentiu, psicoanàlisi, categories diagnòstiques, violència social i transformació social. La reflexió sobre aquest conjunt de temes s'inscriu, però, en una consideració més àmplia sobre el marc de la supervivència i persistència humanes i sobre les condicions de la subjectivitat, del reconeixement humà i de la viabilitat de la vida individual.
En relació amb la resta de la seva producció filosòfica, Undoing Gender reprèn la pregunta pel que és humà, per com es defineix allò que té valor de l'humà en les nostres societats actuals, qüestionant l'exclusió i la violència latents en les respostes habituals a aquesta pregunta. Així mateix, s'orienta a canviar el marc d'intel·lecció majoritari de la categoria de subjecte des d'una preocupació ètica i política, prenent la reflexió sobre el gènere i la sexualitat com un marc privilegiat per a pensar la connexió entre autonomia i subjecció i el vincle entre llibertat i no llibertat.
El llibre consisteix en un recull d'assaigs independents, precedit d'una introducció. Si bé cadascun dels assaigs és independent de la resta i tracta temes diferents, tots ells estan relacionats per l'atenció a una mateixa qüestió, «què pot voler dir desfer concepcions normativo-restrictives sobre la vida sexual i generificada», i quin paper hi juga l'«esdevenir desfet», el fet d'estar, abans de qualsevol elecció, perdut en i per a l'altre, en el sentit que és aquesta pèrdua la que constitueix el nostre sentit de subjectivitat.

### Frames of War: When is Live Grievable?(2009)
Pensat com una espècie de continuació de Precarious Life, aquest llibre recull cinc assajos que continuen amb la perspectiva ètica inaugurada anteriorment. Si bé és adient assenyalar que la intensitat de la preocupació es desplaça de la precarietat inherent a la condició humana (precariousness) als mecanismes de producció i distribució de forma desigual de la precarietat arreu del món (precarity). En concret, una de les temàtiques d'abordatge d'aquesta precarietat seran els marcs (frames) de guerra. Tant la retransmissió dels conflictes bèl·lics com la decisió al voltant que queda dins del seu camp visible, és una operació de poder que legitima determinats cursos d'accions i deslegitima o deshumanitza aquells que pertanyen a d'altres. Aquest posicionament del marc, podria servir per establir la frontera entre aquelles vides que paguen la pena ser viscudes i d'altres que no.

## Recepció i crítica
L'obra de Butler ha estat influent en la teoria feminista i la teoria queer, així com en els estudis culturals i la filosofia continental. Tanmateix, la seva contribució a tot un ventall d'altres disciplines com ara la psicoanàlisi, els estudis de la performance, literaris, cinematogràfics, així com les arts visuals, també són significatius. Tant la seva teoria de la performativitat del gènere, com la seva concepció d'allò «críticament queer», no només han transformat concepcions de la identitat queer i la identitat de gènere en el món acadèmic, sinó que han donat forma i moviment a diferents tipus d'activisme polític arreu del món, en particular a l'activisme queer. Així mateix, la seva obra entoma debats contemporanis al voltant de l'educació del gènere, la criança en famílies no heterosexuals, i la despatologització de les persones transgènere. Abans de ser escollit Papa, Benedicte XVI escrigué diverses pàgines oposant-se als arguments de Butler sobre el gènere. Butler ha esdevingut també un símbol de la destrucció dels rols tradicionals de gènere per als moviments reaccionaris de diversos països. Aquest va ser, en especial, el cas de l'Estat francès durant les protestes contra el matrimoni igualitari.

Algunes veus dins l'acadèmia i l'activisme polític sostenen que la ruptura radical butleriana amb la dicotomia sexe/gènere i la seva concepció no essencialista del gènere, juntament amb la seva insistència en el fet que el poder configura subjectivitats, han revolucionat les pràctiques, el pensament i els estudis feministes i queer. Darin Barney, de la Universitat McGill, escriu que:
| «               | L'obra de Butler sobre el gènere, el sexe, la sexualitat, allò queer, el feminisme, els cossos, el discurs polític i l'ètica ha canviat la manera com els pensadors arreu del món pensen, parlen i escriuen sobre la identitat, la subjectivitat, el poder i la política. També ha canviat les vides d'innombrables persones el cos, el gènere, la sexualitat i els desitjos de les quals les han fet subjectes sotmesos a la violència, l'exclusió i l'opressió. | » |
| — Darin Barney, | |   |

Altres pensadors han estat més crítics. El 1998, la revista de Denis Dutton, Philosophy and Literature, premià Butler amb el primer premi en la Bad Writing Competition («concurs de mala escriptura»), que té per objectiu «celebrar la mala escriptura dels passatges d'estil més lamentable trobats en llibres i articles acadèmics». Butler respon a les crítiques respecte del seu estil d'escriptura en el prefaci a l'edició de 1999 del seu llibre, Problemes de gènere.
Alguns crítics han acusat Butler d'elitisme, atesa la dificultat del seu estil, mentre que altres sostenen que redueix el gènere al «discurs» o que promou una mena de voluntarisme de gènere. Susan Bordo, per exemple, argumenta que Butler redueix el gènere al llenguatge i contraargumenta que el cos és una part cabdal del gènere, en oposició a la concepció butleriana del gènere com a performance. Una crítica especialment acèrrima ha estat la de la feminista Martha Nussbaum, qui defensa que Butler s'equivoca en interpretar la idea d'enunciat performatiu de John Langshaw Austin, que sosté demandes legals errònies, que elimina la possibilitat d'un lloc essencialista per a la resistència en rebutjar l'agència precultural, i que no promou cap teoria ètica normativa per dirigir les performativitats subversives que ella mateixa defensa. D'altra banda, la crítica de Nancy Fraser a Butler va ser part d'un famós intercanvi entre ambdues, on Fraser suggereix que l'èmfasi de Butler en la performativitat la distància de «les maneres quotidianes de parlar i pensar sobre nosaltres mateixos, per què hauríem de fer servir un llenguatge que ens distancia així de nosaltres mateixos?».
Més recentment, diversos crítics - principalment, Viviane Namaste - han criticat la seva obra Undoing Gender pel fet de no posar prou èmfasi en els aspectes interseccionals de la violència de gènere. Per exemple, Timothy Laurie apunta que l'ús que Butler fa de frases com «polítiques de gènere» o «violència de gènere» en relació amb atacs a persones transgènere als Estats Units pot «[dissipar] un paisatge ple de relacions de classe i treball, d'estratificació urbana racialitzada, i de complexes interaccions entre la identitat, les pràctiques i el treball sexual», i produir, en el seu lloc, «una superfície neta en la qual es desenvolupen lluites imaginàries al voltant de l'humà». Nogensmenys, tant Namaste com Laurie reconeixen la importància cabdal de les contribucions crítiques de Butler a l'estudi de les identitats de gènere.
La feminista alemanya Alice Schwarzer es refereix als «jocs d'intel·lectual radical» de Butler que no canvien com la societat classifica i tracta les dones. Així, doncs, eliminant les identitats femenina i masculina, Butler hauria abolit el discurs sobre el sexisme en la comunitat queer. Schwarzer també acusa Butler de romandre en silenci respecte de l'opressió de les dones i les persones homosexuals en el món islàmic, mentre exerceix amb tranquil·litat el dret al matrimoni igualitari en els Estats Units. Segons ella, Butler defensaria l'islam, fins i tot l'islamisme, preservant-lo de la crítica.

## Llibres publicats en català
- El gai saber. Introducció als estudis gais i lèsbics. Barcelona: Llibres de l'Índex, 2000. ISBN 84-95317-14-1.
- Vulnerabilitat, supervivència. Barcelona: Centre de Cultura Contemporània de Barcelona, 2008. ISBN 978-84-612-5824-6.
- Violència d'estat, guerra, resistència per una nova política de l'esquerra. Barcelona: Centre de Cultura Contemporània de Barcelona, 2010. ISBN 978-84-614-5090-9.[49]
- Cossos que encara importen. Barcelona: Centre de Cultura Contemporània de Barcelona, 2017.ISBN 978-84-697-7463-2.
- Marcs de guerra. Quines vides plorem?. Barcelona: Angle Editorial, 2019. ISBN 978-84-17214-90-6.
- La força de la no-violència. Un vincle eticopolític. Manresa: Tigre de Paper Edicions, 2021. ISBN 9788416855919.[50]

- Problemes de gènere. Barcelona: Angle Editorial, 2021. ISBN 9788418197505.
- Quina mena de món és aquest?. Barcelona: Arcàdia Editorial, 2022. ISBN 978-84-124717-2-4.
- Qui té por del gènere?. Manresa: Tigre de Paper Edicions, 2024. ISBN 978-84-18705-83-0.[51][52]